# Driekamerparlement
Het Driekamerparlement was in werking van 1984 tot 1994 in het Parlement van Zuid-Afrika.
In 1980 kondigde premier P.W. Botha hervormingen aan om naast de blanken, ook de kleurlingen en Indiërs te laten delen in de politieke macht van Zuid-Afrika. Zwarten zouden niet mogen delen in de macht, zij hadden immers hun "onafhankelijke" en "autonome" thuislanden met hun eigen parlementen. In 1981 werd de Senaat afgeschaft en in 1984 kwam een nieuwe grondwet tot stand die een driekamerparlement in het leven riep.
Het parlement bestond vanaf 1984 uit de Volksraad (House of Assembly), een door blanken gekozen kamer, het Huis van Afgevaardigden (House of Representatives), gekozen door kleurlingen en het Huis van Gedelegeerden (House of Delegates), gekozen door Indiërs. Elke kamer kreeg haar eigen "ministerraad", belast met het behartigen van de belangen van de bevolkingsgroep die zij vertegenwoordigde. Desondanks bleef de werkelijke macht in Zuid-Afrika in handen van de blanken, die naast een eigen ministerraad ook een Presidentiële Raad hadden. Deze Presidentiële Raad kon beslissingen van de ministerraden van de kleurlingen en Indiërs naast zich neerleggen. De president van de republiek was voorzitter van de Presidentiële Raad.
Een eerste legislatuur liep van de verkiezingen van 1984 tot 1987, waarna de verkiezingen van 1987 een nieuwe legislatuur inluiden die liep tot 1989. De laatste gescheiden verkiezingen op rassenbasis waren deze van 1989.
Het Driekamerparlement werd in 1994, met het einde van de Apartheid, afgeschaft.